# ليون (إسبانيا)
ليون (بالإسبانية: León)‏ تقع في مقاطعة قشتالة وليون في وسط شمال إسبانيا. يبلغ عدد سكانها حوالي 135,000 نسمة.

## المناخ
يظهر الجدول التالي التغييرات المناخية على مدار السنة لليون:
| البيانات المناخية لـليون                | البيانات المناخية لـليون | البيانات المناخية لـليون | البيانات المناخية لـليون | البيانات المناخية لـليون | البيانات المناخية لـليون | البيانات المناخية لـليون | البيانات المناخية لـليون | البيانات المناخية لـليون | البيانات المناخية لـليون | البيانات المناخية لـليون | البيانات المناخية لـليون | البيانات المناخية لـليون | البيانات المناخية لـليون |
| الشهر                                   | يناير                    | فبراير                   | مارس                     | أبريل                    | مايو                     | يونيو                    | يوليو                    | أغسطس                    | سبتمبر                   | أكتوبر                   | نوفمبر                   | ديسمبر                   | المعدل السنوي            |
| --------------------------------------- | ------------------------ | ------------------------ | ------------------------ | ------------------------ | ------------------------ | ------------------------ | ------------------------ | ------------------------ | ------------------------ | ------------------------ | ------------------------ | ------------------------ | ------------------------ |
| الدرجة القصوى °م (°ف)                   | 21.0 (69.8)              | 21.5 (70.7)              | 25.5 (77.9)              | 29.2 (84.6)              | 31.9 (89.4)              | 36.5 (97.7)              | 36.5 (97.7)              | 38.2 (100.8)             | 37.4 (99.3)              | 28.4 (83.1)              | 23.4 (74.1)              | 19.0 (66.2)              | 38.2 (100.8)             |
| متوسط درجة الحرارة الكبرى °م (°ف)       | 7.1 (44.8)               | 9.5 (49.1)               | 13.3 (55.9)              | 14.8 (58.6)              | 18.6 (65.5)              | 24.0 (75.2)              | 27.4 (81.3)              | 26.9 (80.4)              | 22.9 (73.2)              | 16.7 (62.1)              | 11.2 (52.2)              | 8.0 (46.4)               | 16.7 (62.1)              |
| المتوسط اليومي °م (°ف)                  | 3.2 (37.8)               | 4.7 (40.5)               | 7.6 (45.7)               | 9.0 (48.2)               | 12.6 (54.7)              | 17.1 (62.8)              | 19.8 (67.6)              | 19.6 (67.3)              | 16.5 (61.7)              | 11.7 (53.1)              | 7.0 (44.6)               | 4.3 (39.7)               | 11.1 (52.0)              |
| متوسط درجة الحرارة الصغرى °م (°ف)       | −0.7 (30.7)              | 0.0 (32.0)               | 1.9 (35.4)               | 3.3 (37.9)               | 6.6 (43.9)               | 10.2 (50.4)              | 12.2 (54.0)              | 12.3 (54.1)              | 10.1 (50.2)              | 6.7 (44.1)               | 2.8 (37.0)               | 0.4 (32.7)               | 5.5 (41.9)               |
| أدنى درجة حرارة °م (°ف)                 | −17.4 (0.7)              | −14.4 (6.1)              | −11.2 (11.8)             | −6.1 (21.0)              | −4.0 (24.8)              | 0.0 (32.0)               | 3.0 (37.4)               | 2.6 (36.7)               | 0.0 (32.0)               | −3.4 (25.9)              | −7.2 (19.0)              | −15.4 (4.3)              | −17.4 (0.7)              |
| الهطول مم (إنش)                         | 50 (2.0)                 | 34 (1.3)                 | 32 (1.3)                 | 45 (1.8)                 | 56 (2.2)                 | 31 (1.2)                 | 19 (0.7)                 | 23 (0.9)                 | 39 (1.5)                 | 61 (2.4)                 | 59 (2.3)                 | 66 (2.6)                 | 515 (20.3)               |
| متوسط أيام هطول الأمطار                 | 8                        | 6                        | 6                        | 8                        | 9                        | 5                        | 3                        | 3                        | 5                        | 8                        | 8                        | 9                        | 75                       |
| متوسط الأيام المثلجة                    | 4                        | 3                        | 2                        | 1                        | 0                        | 0                        | 0                        | 0                        | 0                        | 0                        | 1                        | 2                        | 13                       |
| متوسط الرطوبة النسبية (%)               | 82                       | 74                       | 66                       | 65                       | 62                       | 56                       | 52                       | 54                       | 62                       | 74                       | 80                       | 83                       | 67                       |
| ساعات سطوع الشمس الشهرية                | 130                      | 161                      | 214                      | 228                      | 259                      | 314                      | 358                      | 327                      | 246                      | 178                      | 137                      | 120                      | 2٬673                    |
| المصدر: Agencia Estatal de Meteorología |                          |                          |                          |                          |                          |                          |                          |                          |                          |                          |                          |                          |                          |

## توأمة
لليون (إسبانيا) اتفاقيات توأمة مع كل من:
- ليون
- ماتانزاس
- مدينة بويبلا
- فارونيش (1996 - )[13]
- شيانغتان (18 نوفمبر 2010 - )[14]

## أعلام
- خيسيوس أنطونيو ديلا كروز
- ميغيل كاستانيو
- أوراكا ملكة قشتالة
- أردونيو الثاني ملك ليون
- راميرو الثاني ملك ليون
- راميرو الثالث ملك ليون